# Microsoft Copilot
Ne doit pas être confondu avec Microsoft 365 Copilot.
Chronologie des versions
 Cortana
Microsoft Copilot est un chatbot développé par Microsoft et lancé le 7 février 2023. Fondé sur un grand modèle de langage, il est capable de citer des sources, de créer des poèmes et d'écrire des chansons. Il s'agit du principal remplaçant de Cortana, dont la commercialisation a été interrompue.
Le service a initialement été lancé sous le nom de Bing Chat, en tant que fonctionnalité intégrée à Microsoft Bing et Microsoft Edge. Au cours de l'année 2023, Microsoft a commencé à unifier la marque Copilot dans ses différents produits de chatbot. Lors de sa conférence Build 2023, Microsoft a annoncé son intention d'intégrer Copilot dans Windows 11, permettant aux utilisateurs d'y accéder directement via la barre des tâches. En janvier 2024, une touche Copilot dédiée a été annoncée pour les claviers Windows.

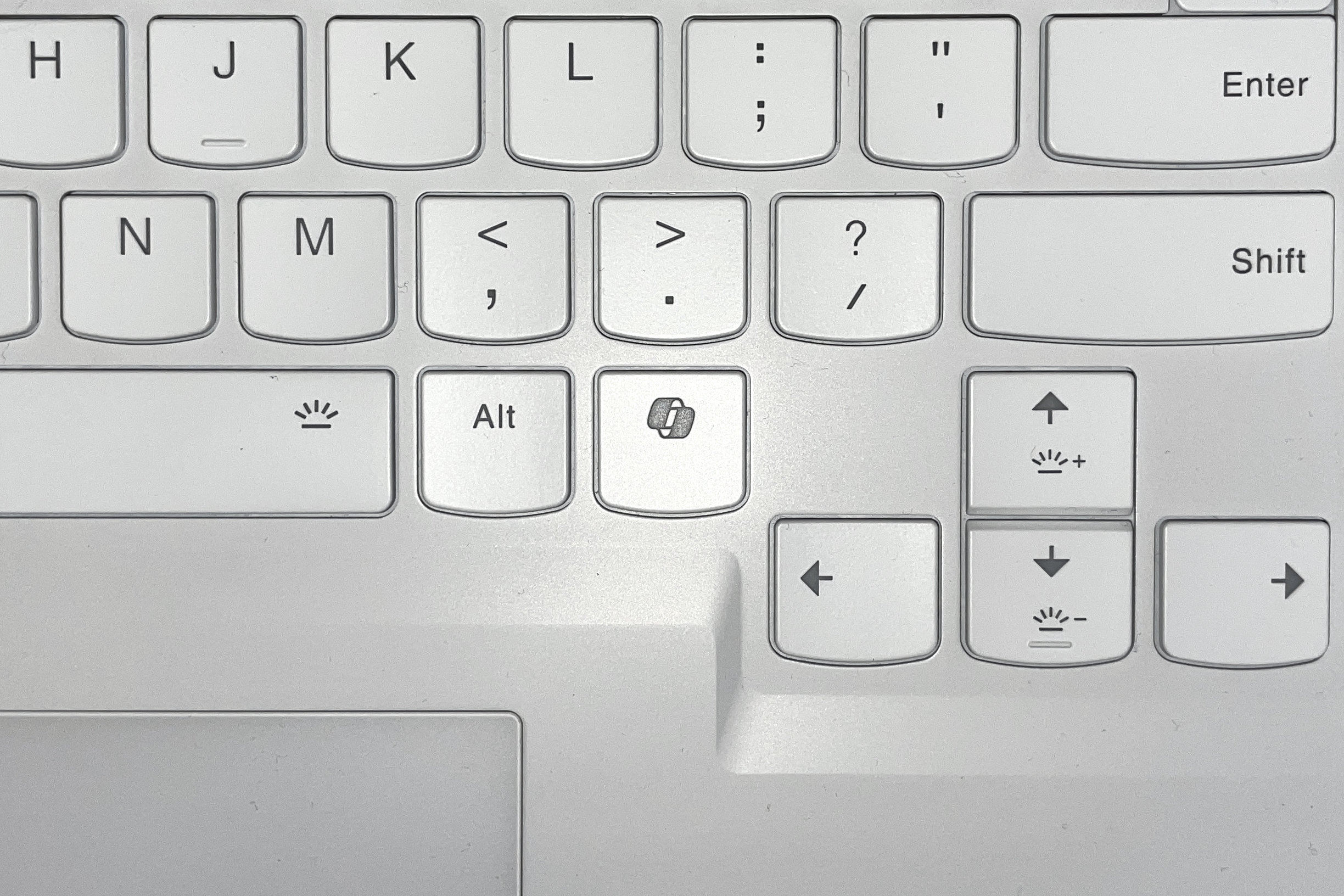
Touche Copilot (au centre) sur un ordinateur portable Lenovo Legion 7i. Cette touche remplace la touche menu pour les claviers licenciés compatibles avec Windows.

Copilot utilise le modèle Prometheus de Microsoft, construit à partir de modèles de fondation d'OpenAI tel que GPT-4, qui ont été ajustés à l'aide de techniques d'apprentissage supervisé et par renforcement. Le style de l'interface conversationnelle du chatbot ressemble à celui de ChatGPT. Copilot est capable de communiquer dans de nombreuses langues et dialectes.
Microsoft exploite Copilot selon un modèle freemium. Il permet aux utilisateurs de son niveau gratuit d'accéder à la plupart des fonctionnalités, tandis que l'accès prioritaire aux nouvelles fonctionnalités, y compris la création de chatbots personnalisés, est fourni aux abonnés payants sous le nom commercial "Microsoft Copilot Pro". Plusieurs chatbots par défaut sont disponibles dans la version gratuite de Microsoft Copilot, y compris le chatbot Copilot standard et Microsoft Designer, qui est orienté vers l'utilisation de son créateur d'images pour générer des images basées sur des invites textuelles.

## Contexte et historique
En 2019, Microsoft fait d'OpenAI un partenaire, et y investit des milliards de dollars. Microsoft construit en 2020 pour OpenAI un superordinateur doté de plus de 10 000 processeurs graphiques, et employant la plateforme sur Microsoft Azure. En septembre 2020, Microsoft dit avoir obtenu de OpenAI la licence exclusive de GPT-3. Les utilisateurs peuvent continuer à envoyer des requêtes et recevoir des réponses, mais seul Microsoft a directement accès au modèle sous-jacent.
En 2022, OpenAI lance ChatGPT (chatbot fondé sur GPT-3.5), qui attire l'attention mondiale dès son lancement en novembre. Le 23 janvier 2023, Microsoft annonce 10 milliards de dollars d'investissement sur plusieurs années dans OpenAI. Le 6 février, Google annonce de son côté Bard (rebaptisé plus tard Gemini), un service de chatbot concurrent de ChatGPT. Des médias et analystes financiers estiment que Google a précipité le lancement de Bard pour devancer l'événement de lancement de Copilot par Microsoft prévu le 7 février, et pour éviter de « courir après » Microsoft.
En 2024, Microsoft lance en janvier un service premium Microsoft Copilot Pro (à 22 € TTC par mois), qui donne un accès prioritaire aux modèles les plus récents en périodes de forte utilisation, et donnant accès à Copilot GPT Builder qui permet de créer des chatbots Copilot personnalisés, et d'obtenir une résolution plus élevée pour les images générées par le créateur d'images de Microsoft Designer. Cette même année 2024, Microsoft lance des normes pour des ordinateurs sous Windows intégrant une IA matérielle. Ces ordinateurs incluent une puce d'accélération de réseaux de neurones (NPU pour Neural Processing Unit) et un bouton « Copilot » sur le clavier, qui remplace la touche de menu. Si Copilot est désactivé ou non-accessible dans la région géographique, la touche de menu lance Windows Search,. Le 20 mai, lors d'un événement Microsoft Surface, Microsoft lance "Copilot Plus", une marque de d'ordinateurs utilisant Windows 11 et doté de capacités supplémentaires en termes d'IA,.
Mi 2025, Microsoft lance Mu, un micro-modèle de langage (à 330 millions de paramètres), nativement intégré dans les ordinateurs labellisés Copilot+ et fonctionnant sous Windows 11 sur les NPU (Neural Processing Units) de ces ordinateurs, sans besoin d'accès au Cloud ni de connexion à internet. Mu succède à Phi-Silica, en tant qu'IA agentique permettant à l'utilisateur d'interagir avec le système Windows via le langage naturel (Mu comprend et exécute des commandes concernant les réglages de l'ordinateur, telles que « augmenter la luminosité », « activer le Bluetooth », etc. avec une exécution locale très rapide (moins de 500 ms), une génération de texte à 100–200 tokens/seconde, grâce à un préentraînement fait sur 3,6 millions d’exemples portant sur les paramètres système de Windows, mais Mu ne gère pas les conversations générales ou le sujets hors système.

### Chatbots
Plusieurs chatbots sont disponibles par défaut dans Microsoft Copilot, dont le chatbot standard de Copilot et Microsoft Designer, orienté vers la génération d'images à partir d'invites textuelles ; mais aussi d'autres « Copilot GPTs » (ex : planificateur de voyages, assistant culinaire, entraîneur personnel...).

### Plugins
Copilot dispose de plugins pour Instacart, Kayak, Klarna, OpenTable, Shop from Shopify et Suno AI,.

### Langues

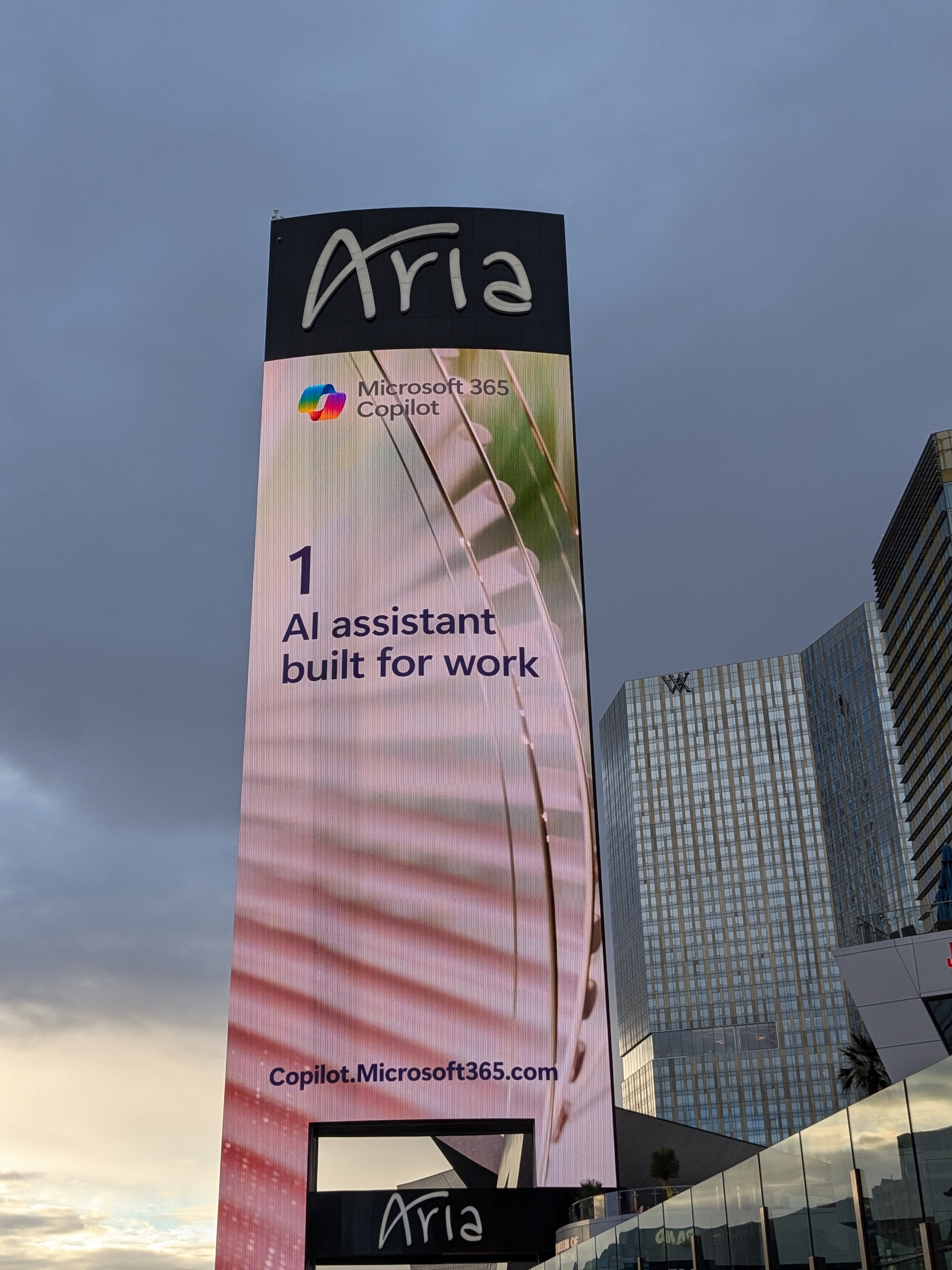
Publicité pour Microsoft Copilot à Las Vegas (2025).

Copilot utilise de nombreuses langues et dialectes,. Des journalistes de PCMag ont mené un test pour déterminer les capacités de traduction de Copilot, ChatGPT et Gemini, en les comparant à Google Traduction. Ils ont « demandé à des locuteurs bilingues de sept langues de faire un test à l'aveugle ». Les langues testées étaient le polonais, le français, le coréen, l'espagnol, l'arabe, le tagalog et l'amharique. Copilot a été jugé meilleur traducteur que Google Traduction, mais moins bon que ChatGPT. Des chercheurs japonais ont comparé les capacités de traduction du japonais vers l'anglais de Copilot, ChatGPT avec GPT-4, et Gemini avec celles de DeepL, obtenant des résultats similaires et notant que « les traductions des chatbots d'IA étaient bien meilleures que celles de DeepL — probablement en raison de leur capacité à saisir le contexte ».

### Technologie
Copilot utilise le modèle Prometheus de Microsoft, basé sur un composant appelé Orchestrator, qui génère itérativement des requêtes de recherche, afin de combiner l'index de recherche et les résultats de Bing avec les grands modèles de langage GPT-4,, GPT-4 Turbo et GPT-4o d'OpenAI, qui ont été ajustés à l'aide de techniques d'apprentissage supervisé et par renforcement.
Copilot, accessible par défaut via la barre des tâches de Windows, peut répondre à la commande vocale. Copilot dans Windows peut également fournir des informations sur le site web que l'utilisateur est en train de consulter dans Microsoft Edge.

### Mobile
Des applications Microsoft Copilot sont disponibles sur Android et iOS.

### Microsoft 365
Copilot peut être utilisé pour réécrire et générer des quantités plus imporantes de texte, en réponse aux prompts des utilisateurs, via les services Microsoft 365 tels que Word, Excel, PowerPoint, Teams, Outlook et OneNote,. Selon Jared Spataro (responsable de Microsoft 365) Copilot pour Microsoft 365 utilise Microsoft Graph, une interface de programmation (API) pour évaluer le contexte et les données utilisateur disponibles avant de modifier et d'envoyer les prompts au modèle de langage. Chaque résultat est aussi vérifié et traité par Microsoft Graph avant d'envoyer la réponse aux applications Microsoft 365.
Selon Microsoft, Copilot peut aider les utilisateurs à analyser des données dans Microsoft Excel en les formattant, en créant des graphiques, en générant des tableaux croisés dynamiques, en identifiant les tendances et en résumant les informations, ainsi qu'en guidant les utilisateurs en complétant et en expliquant des commandes Excel,. Microsoft déclare également que Copilot est capable de créer des présentations PowerPoint qui résument des informations à partir de documents Word et de feuilles de calcul Excel sélectionnés par l'utilisateur, ou à partir des prompts des utilisateurs,. De plus, cet outil peut ajuster la mise en forme du texte, le timing des animations et le style et la durée de la présentation en fonction des prompts des utilisateurs ; Microsoft affirme que cela éliminera le besoin pour les utilisateurs d'apporter des modifications manuelles,.
Dans Microsoft Outlook, Copilot peut rédiger des courriels de différentes longueurs et tonalités, en fonction des informations fournies par l'utilisateur. Pour cela Copilot peut aussi extraire des informations pertinentes d'autres emails. 
Copilot peut aussi résumer des fils de discussion d'emails, y compris les points de vue des personnes impliquées ainsi que les questions posées qui n'ont pas encore reçu de réponse,. Selon Microsoft, Copilot peut être utilisé dans Microsoft Teams pour présenter des informations pour les réunions à venir, transcrire les réunions et fournir des résumés (si un utilisateur rejoint une réunion en retard par exemple). Après la réunion, Copilot peut résumer les points de discussion, lister les actions importantes débattues et répondre à des questions posées en réunion. Microsoft a publiquement introduit « Microsoft 365 Chat » (capable d'extraire des informations depuis diverses applications Microsoft 365, lui permettant de répondre aux questions des utilisateurs et de réaliser d'autres tâches),,.